# Begonia abdullahpieei
Espèce
Begonia abdullahpieei est une espèce de plantes de la famille des Begoniaceae. Ce rare bégonia rhizomateux et originaire de Malaisie est en danger de disparition.

## Description
C'est une plante hémicryptophyte ou hélophyte.
L'espèce est caractérisée par ses feuilles symétriques et dont la surface est d'un vert brillant. Rhéophyte, elle peut pousser dans les rochers, le long des torrents.
Ce bégonia rhizomateux a des tiges rouges et poilues. Le feuillage vert émeraude, ovoïde et terminé en pointe, est faiblement asymétrique, contrairement à la plupart des bégonias. La face supérieure de la feuille est rugueuse au toucher, à cause des poils saillants. Au revers, la nervure des feuilles est rouge et velue.
Les fleurs mâles ou fleurs femelles sont blanche à rosâtre, avec des étamines ou stigmates jaunes. La fleur mâle s'ouvrira en premier suivie de la fleur femelle.
La capsule du jeune fruit est vert rougeâtre, puis devient brune à maturité. Les graines sont dispersées par la pluie qui secoue la capsule.

## Répartition géographique
Cette espèce est endémique de Malaisie où il n'est présent que dans la localité type, Kelian Gunung (état de Perak). Toutefois, il est abondant à l'échelle locale, à Lata Hijau, Bukit Bintang, accroché aux roches situées le long des cascades.

## Classification
L'espèce fait partie de la section des Platycentrum du genre Begonia, famille des Begoniaceae.
Elle a été décrite en 2005 par la botaniste Ruth Kiew (née en 1946). L'épithète spécifique, abdullahpieei, rend hommage au guide forestier et explorateur, Mr Abdullah Piee,.
Publication originale : R. Kiew, 2005, Begonias Peninsular Malaysia 252. Publié par Kota Kinabalu : Natural history publications (Borneo) in association with ; Singapore : Singapore Botanic Gardens, National Parks Board, 2005.  (ISBN 9838120863).